# Hispaniola-Leguan
Der Hispaniola-Leguan (Cyclura ricordii) lebt endemisch auf der Karibikinsel Hispaniola. Analog zu der spanischen Populärbezeichnung iguana de Ricord lautet der englische und international übliche Name Ricord’s Ground Iguana. Der Hispanola-Leguan gehört innerhalb der Familie der Leguane (Iguanidae) zur Gattung der Wirtelschwanzleguane (Cyclura).

## Erscheinungsbild
Der Hispaniola-Leguan kann über einen Meter lang werden. Davon entfällt, bei einer Kopf-Rumpf-Länge von 49,5 cm bei männlichen und 43 cm bei weiblichen Tieren, über die Hälfte der Länge auf den Schwanz. Der Schwanz ist sehr kräftig, wenn auch nicht kreisrund, wie es der Gattungsname erwarten lässt. Erwachsene Männchen bekommen 2 kräftige Stirnwülste, hinter denen ein auffälliger Stachelkamm beginnt. Dieser Stachelkamm wird nach hinten hin immer kleiner und läuft schließlich am Schwanzansatz aus. Um sie von den Nashornleguanen (Cyclura cornuta) zu unterscheiden, mit denen sie sich ihr Verbreitungsgebiet teilen, kann die Musterung an den Flanken herangezogen werden. Nashornleguane besitzen keine Maserung am Rücken; der Hispaniola-Leguan dagegen schon. Eindrucksvoll ist außerdem die Färbung des Augapfels: Er kann eine blutrote Farbe annehmen. Ebenfalls eindrucksvoll ist sein Gewicht. So können männliche Tiere über 7 Kilogramm schwer werden.

## Vorkommen und Lebensraum
Der Lebensraum des Hispaniola Leguans befindet sich in den Trockenwälder der Insel Hispaniola. Innerhalb dieses Ökosystems besitzt er eine inselartige Verbreitung. Derzeit sind vier solche Inseln oder Teilpopulationen wissenschaftlich beschrieben. Die stabilste befindet sich auf der Insel Isla Cabritos in einem Salzwassersee, dem Lago Enriquillo. Diese Insel ist Teil eines Nationalparks und auf Grund ihrer isolierten Lage gut geschützt. Die übrigen Populationen sind dagegen gefährdet. So berichtet die Grupo Jaragua, eine dominikanische Naturschutzorganisation, von mehr oder weniger legalen Versuchen, die letzten Nistplätze dieser Reptilien urbar zu machen. Dieses Problem ist eine akute Bedrohung für eine Population, die sich in der Nähe der Siedlung La Florida am südlichen Ufer des Salzsees befindet. In einer besseren Verfassung ist die Population in der Nähe des Dorfes Pedernales. Dort hat es ähnliche Probleme gegeben. Sie konnten sich jedoch nach jüngeren Erkenntnissen lösen lassen. Nur wenige Kilometer entfernt auf haitianischem Boden befindet sich die vierte und letzte bekannte Population. Mit lediglich 9 bekannten Nestern war sie im vergangenen Jahr jedoch bedeutend kleiner als die von Pedernales, bei der man 300 Nester zählen konnte. Charakteristisch für alle vier Gebiete ist ein tiefgründiger Boden, der es den Tieren erlaubt, ausgedehnte Höhlen und große Nester zu graben.

## Lebensweise
Die schweren ausgewachsenen Leguane liegen viel am Boden. Sie ernähren sich von Früchten, Samen und anderen Pflanzenteilen. Insbesondere jüngere Exemplare nehmen auch Kleintiere wie Insekten oder Spinnen auf. Sie verstecken sich häufig in Sträuchern, in denen sie geschickt herum klettern. Sie können wie die meisten Leguane hervorragend schwimmen. Ob sie dabei die Krokodile fürchten müssen, die den Lago Enriquillo bevölkern, ist nicht bekannt. Jungtiere werden von Schlangen, Katzen und Raubvögeln erbeutet, ausgewachsene Leguane müssen wohl nur den Hund und den Menschen fürchten, denn sie werden noch immer von der lokalen Bevölkerung (illegal) bejagt. Um sich zu verstecken, können sie metertiefe Höhlen graben. Ihre Nester bedecken die Leguane mit Erde. Ein Nest enthält im Schnitt 11 Eier. Auffällig ist ihre Vorliebe für bestimmte Orte, an denen sie hohe Populationsdichten erreichen können. Die Nashornleguane, die dort ebenfalls vorkommen, erreichen nur etwa ein Zehntel der Individuendichte. Dafür haben sie felsige Lebensräume für sich erschlossen, was es ihnen ermöglicht hat, den Süden der Insel weiträumig zu besiedeln. Dies scheint den Hispaniola-Leguanen ungleich schwerer zu fallen.

## Taxonomie
Duméril und Bibron beschrieben den Hispaniola-Leguan 1837 als Aloponotus ricordii. Der aus Santo-Domingo stammende Holotypus ist unter der Katalognummer MNHN 8304 im Muséum National d’Histoire naturelle in Paris hinterlegt. Die Reptile Database nennt fünf Synonymbeschreibungen: Hypsilophus (Aloponotus) ricordii Fitzinger, 1843, Aloponotus ricordii Cope, 1885, Cyclura ricordii Cochran, 1924, Cyclura ricordi Schwartz & Carey, 1977 und Cyclura ricordi Schwartz & Henderson, 1991. Die Schreibweise „ricordi“, mit nur einem i, ist nicht korrekt, weil aufgrund einer Entscheidung der Nomenklaturkommission ausschließlich die im 19. Jahrhundert in Originalbeschreibungen oft üblichen Endungen von Dedikationsnamen auf Doppel-i gültig sind.
Das Erscheinungsbild des Hispaniola-Leguans entspricht dem eines typischen Landleguans. Er besitzt mit den wurzellos an der Innenseite der Kiefer sitzenden Zähnen das für diese Familie charakteristische Merkmal. Die Systematik der Wirtelschwanzleguane wird laufend diskutiert und ist noch nicht endgültig bearbeitet.